# Парийыги, Юри
Ю́ри Па́рийыги (эст. Jüri Parijõgi; до 1935 года также Parinbak, Parinbach, 2 сентября 1892, Вирумаа, Лифляндская губерния, Российская империя — 9 июля 1941, Тарту) — эстонский детский писатель.

## Биография
Родился в семье батрака. Учился в волостной школе Кунда, в 1905—1909 годах — в Раквереской городской школе, в 1929—1931 — на философском факультете Тартуского университета. C 1910 года работал учителем. В 1915—1917 годах участвовал в Первой мировой войне, в 1919—1920 годах был участником Освободительной войны. В 1940—1941 годах работал директором Тартуской учительской семинарии. Один из основателей и член правления Академического педагогического общества Эстонии (EAPS).
Писательством начал заниматься в 1912 году. В сборниках рассказов «Цементная фабрика» и «Парни из Яксукюла» Парийыги с немалым мастерством изобразил жизнь детей из беднейших слоёв общества. Парийыги опубликовал также книги: «Из жизни юнги» (1927), «Рождество, рождество!» (1930), «На лыжах в Валласте» (1932), «Наш Эку» (1937) и повесть «Железный парень» (1937). Писал сказки для детей, путевые очерки, критические статьи и фельетоны. Также опубликовал учебники по истории и родному языку. Некоторые его произведения считаются классикой эстонской юношеской литературы.
7 июля 1941 года задержан НКВД для допроса. В ночь с 8 на 9 июля Парийыги оказался среди 192 человек, расстрелянных в тюрьме города Тарту.

## Творчество
Сборники рассказов
- 1926 — Semendivabrik (также Tsemendivabrik[3])
- 1927 — Laevapoisi päevilt
- 1930 — Jaksuküla poisid
- 1930 — Jõulud! Jõulud!
- 1932 — Suuskadel Vallastesse
- 1937 — Meie Eku
- 1939 — Kulbult Atlandile

Путевые заметки
- 1929 — Kevad kutsub
- 1929 — Soome
- 1937 — Alutaguse metsades

Сборник сказок
- 1937 — Külaliste leib ja teisi eesti muinasjutte

Повесть
- 1937 — Teraspoiss (II премия на конкурсе Президента Республики)

Статьи
- Murdeealiste poiste kirjanduslikud ainevallad ja käsitluslaad. — Eesti Kirjandus, nr.1, 1939.

## Награды
- Орден Орлиного креста V степени

## Семья
Сын — эстонский экономист Эндель Парийыги (род. 1929).